# Prooncholaimus mediterraneus
Prooncholaimus mediterraneus is een rondwormensoort uit de familie van de Oncholaimidae.